# شركة خدمات الطاقة

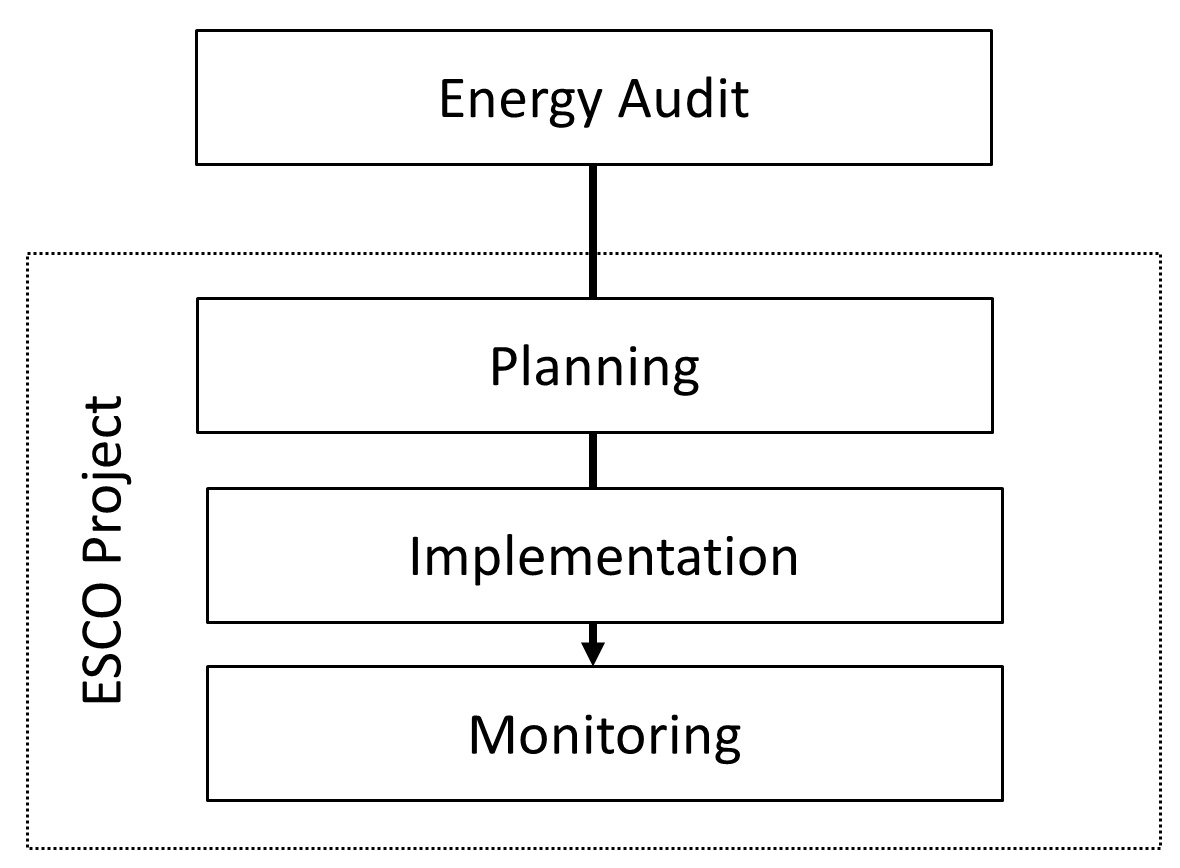

شركة خدمات الطاقة (بالإنجليزية: Energy service company)، هي شركة تجارية أو غير ربحية تقترح خفض تكاليف الطاقة على الزبون، في كثير من الأحيان عن طريق رأسملة مسبقة النفقات وتقاسم التوفير الناتج في التكاليف المستقبلية مع الزبون. أنشئت أصلاً على موطئ قدم في إطار هياكل تنظيمات الخدمة العمومية من خلال مساعدة المؤسسات الكبيرة على تخفيض استهلاكها من الطاقة. تعرف أيضا باسم مقدمي خدمات كفاءة الطاقة، وهي شركات مهمة لتحقيق الاستدامة، حيث أنها تمكن الشركات التي عادة لا يمكنها أن تتحمل تكاليف الاستثمار مقدما، لتصبح أكثر كفاءة وأكثر ربحية، وتقليل البصمة البيئية. وعند تنفيذها بشكل صحيح وناجح فإنها تحقق الربح للجانبين.